# Daniel Tshabalala
Daniel Tshabalala (ur. 6 października 1977 w Sebokeng) – południowoafrykański piłkarz grający na pozycji pomocnika.

## Kariera klubowa
Karierę piłkarską Tshabalala rozpoczął w mieście Phokeng, w tamtejszym klubie Silver Stars. Do 2003 roku grał w jego barwach w drugiej lidze RPA. W 2003 roku odszedł do Orlando Pirates z Johannesburga. W 2005 roku wywalczył z nim swoje pierwsze w karierze wicemistrzostwo Republiki Południowej Afryki, a w 2006 roku ponownie został wicemistrzem kraju. W drugiej połowie 2006 roku Tshabalala grał w drugoligowym FC AK Roodeport, a na początku 2007 roku wrócił do Silver Stars, z którym został wicemistrzem ligi. W 2007 roku zespół zmienił nazwę na Platinum Stars.
| Sezon   | Klub            | Kraj              | Rozgrywki             | Mecze | Bramki |
| ------- | --------------- | ----------------- | --------------------- | ----- | ------ |
| 2001/02 | Silver Stars    | Południowa Afryka | Mvela League          | 27    | 2      |
| 2002/03 | Silver Stars    | Południowa Afryka | Mvela League          | 30    | 5      |
| 2003/04 | Orlando Pirates | Południowa Afryka | Premier Soccer League | 16    | 1      |
| 2004/05 | Orlando Pirates | Południowa Afryka | Premier Soccer League | 5     | 0      |
| 2005/06 | Orlando Pirates | Południowa Afryka | Premier Soccer League | 12    | 0      |
| 2006/07 | FC AK Roodeport | Południowa Afryka | Mvela League          | 5     | 0      |
| 2006/07 | Silver Stars    | Południowa Afryka | Premier Soccer League | 3     | 0      |
| 2007/08 | Platinum Stars  | Południowa Afryka | Premier Soccer League | 16    | 0      |
| 2008/09 | Platinum Stars  | Południowa Afryka | Premier Soccer League | 16    | 0      |
| 2009/10 | Platinum Stars  | Południowa Afryka | Premier Soccer League | 4     | 0      |

## Kariera reprezentacyjna
W reprezentacji RPA Tshabalala zadebiutował 22 stycznia 2006 roku w przegranym 0:2 meczu Pucharu Narodów Afryki 2006 z Gwineą. Na tym turnieju rozegrał jeszcze 2 spotkania: z Tunezją (0:2) i z Zambią (0:1).